# Robert Cooke (homme politique)
Robert Gordon Cooke (29 mai 1930 - 6 janvier 1987) est un homme politique britannique du Parti conservateur.

## Biographie
Cooke est né à Cardiff de Walter R. Cooke et Maud Cowie. Il fait ses études à la Downs School de Wraxall, Somerset, Harrow School et Christ Church, Oxford.
Il est conseiller au conseil municipal de Bristol de 1954 à 1957 et enseigne l'anglais dans une école publique de Bristol.
Alors qu'il est conseiller et enseignant, Cooke se présente à Bristol South East en 1955. Il est député de Bristol West d'une élection partielle de 1957 jusqu'en 1979. Il introduit le Fatal Accidents Act 1959, le précurseur direct du Fatal Accidents Act 1976 qui prévoit une enquête et une indemnisation en cas de décès liés au travail. Il est fait chevalier dans les honneurs d'anniversaire de 1979. Cooke est décédé en janvier 1987 à l'âge de 56 ans d'une maladie du motoneurone.
Il est le propriétaire d'Athelhampton House dans le Dorset, lieu du film Sleuth de 1972, avec Michael Caine et Laurence Olivier, ainsi que de la série Doctor Who de 1976, The Seeds of Doom.